# Flamboyante gotiek

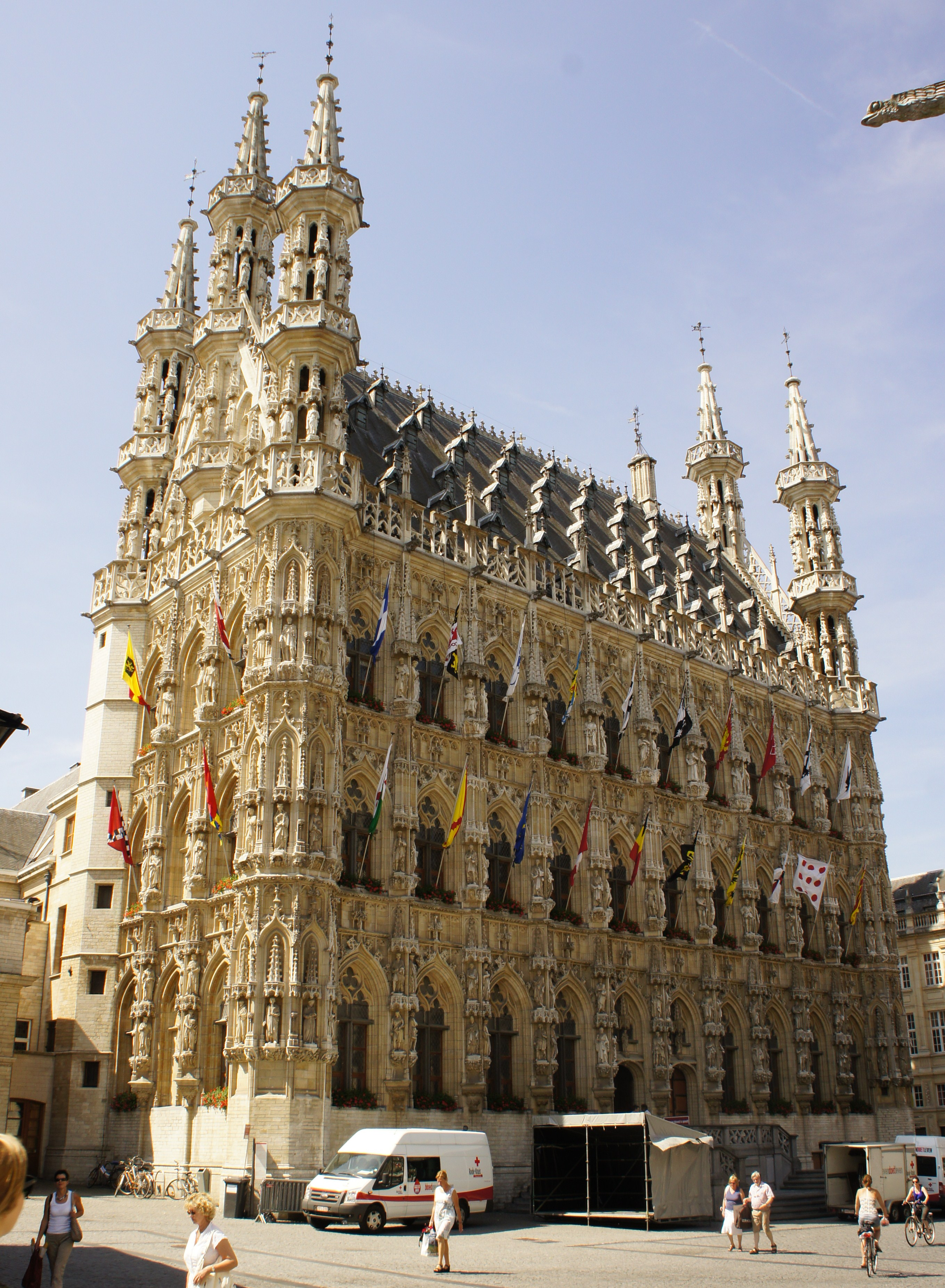
Het stadhuis van Leuven

Flamboyante gotiek is een term die wordt gebruikt om de laatste fase van de gotiek (circa 1420-1500) aan te duiden.
In figuurlijke zin betekent flamboyant fonkelend of schitterend. De flamboyante stijl is een stijl met vlamvormige elementen zoals de buitendecoraties die op vele bouwkundige onderdelen werden aangebracht.

## Voorbeelden
Bekende voorbeelden zijn het stadhuis in Brussel, het stadhuis in Leuven en het stadhuis in Middelburg.
Sommige gebouwen zijn van afwerking ook flamboyant zoals de spits van de OLV-kathedraal in Antwerpen.